# Исаевичи
Исаевичи (пол. Isajewicz) — малороссийский дворянский род.
Происходит от Барышевского сотника Мирона Гавриловича Исаевича, владевшего деревнями в 1678 г. Род внесен во II часть родословной книги Черниговской губернии.

## Описание герба
В красном поле изображены лук и две серебряные стрелы, остриями вверх обращённые.
Щит увенчан дворянскими шлемом и короною, на поверхности которой означена согбенная в латах рука с мечом. Намёт на щите красный, подложенный серебром. Герб рода Исаевичей внесён в Часть 9 Общего гербовника дворянских родов Всероссийской империи, стр. 108.